# Georg Wittmer
Georg Wittmer (* 10. April 1825 in Baltersweil bei Dettighofen; † 23. Oktober 1910 in Station Wittmer bei Glenshaw, Pennsylvania) war ein Landwirt, Unternehmer, Erdöl-Pionier, Mitbegründer der American Natural Gas Company und Mäzen.

## Leben
Georg Wittmer war der Sohn des Landwirts, Schneiders und Erzgräbers Xaver Wittmer. Nachdem seine Frau 1857 verstorben war, reiste Xaver Wittmer zu seinen drei Söhnen (Heinrich, Georg und Xaver) nach Pennsylvanien. Diese waren bereits 1852 in die USA ausgewandert, um hier ihr Glück zu suchen. Sie arbeiteten in den Kohlebergwerken bei Glenshaw und erwarben mit dem Verdienst nach den Sezessionskriegen brachliegendes Land, auf dem sie später Lehm, Öl und Erdgas fanden. Nach dem Bau einer Ziegelei, die sie zu großem Erfolg führten, errichteten sie nach und nach Ölbohrtürme. Die Bohrung nach Erdöl war eben erst durch Edwin L. Drake vorangeschritten. Xaver Wittmer wurde erster Präsident des Familienunternehmens. Die Verbindung in die Heimat wurde von der Familie Wittmer lange gepflegt.

## Stiftung und Bibliothek

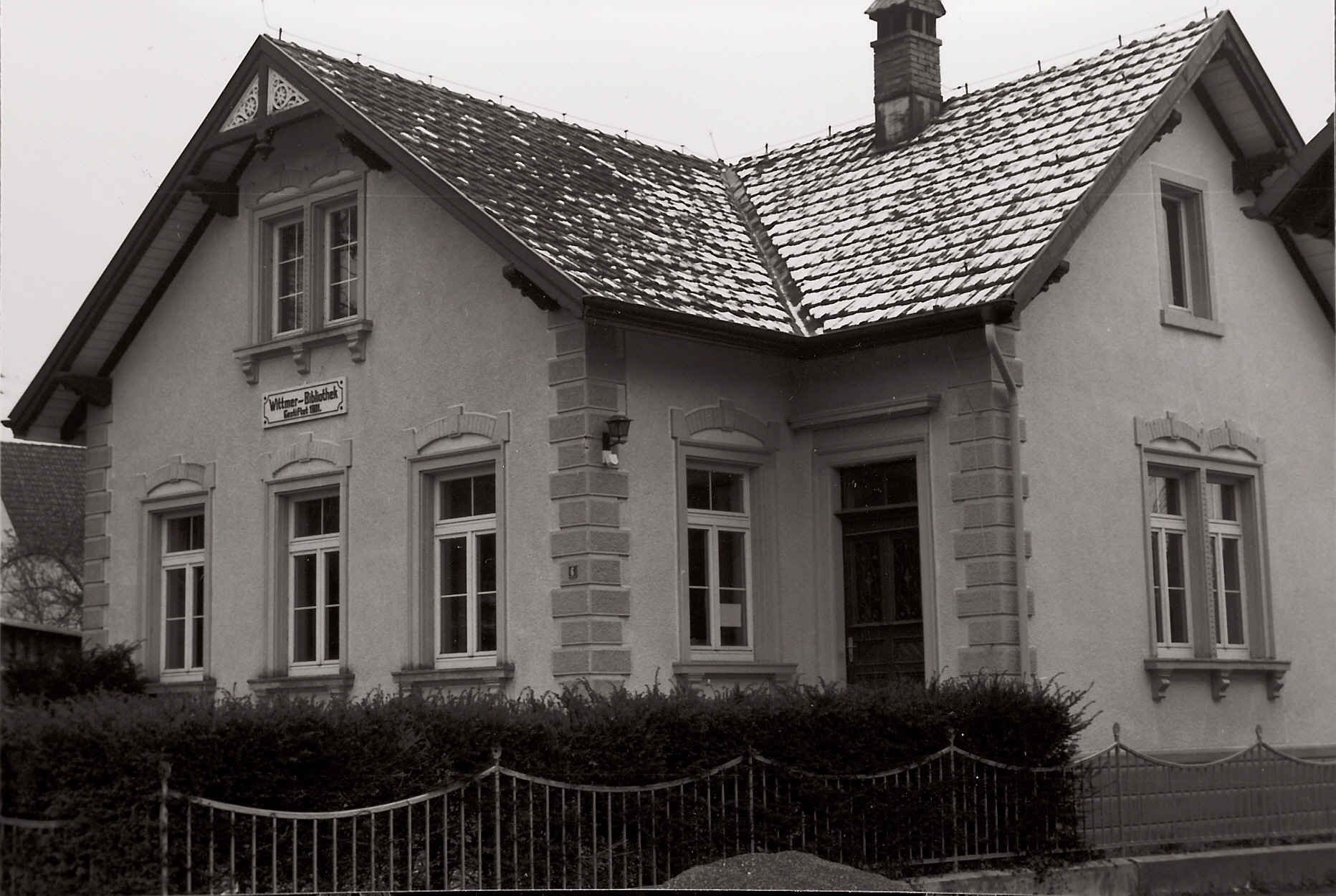
Das Gebäude der Stiftung mit Bibliothek und Versammlungsräumen 2006

Georg Wittmer besuchte 1900 die Heimat, er sah, dass es an der Fortbildung noch immer mangelte (er und seine Brüder besuchten in den USA private Fortbildungskurse) und gründete 1901 die Wittmer-Stiftung zum Bau der Wittmer-Bibliothek in seinem Heimatort Dettighofen, die heute noch besteht. Die Betreuung übernahm der am 26. April 1904 zusammen mit Alexander Würtenberger gegründete Volksbildungsverein Dettighofen. Xaver Wittmer besuchte 1906 die Bibliothek und auch Georg Wittmers Tochter Clara kam – am 11. Juni 1911 – nach Dettighofen. Der Nachkomme Henry H. Wittmer (1898–1950) spendete in der Inflationszeit mehrere Geldbeträge und bestimmte 1929 die Statuten der Stiftung mit einem Zusatz zur neutralen Büchererwerbung und einer Neuanlage durch einen Aktienfonds. In der Zeit des Nationalsozialismus wurde ‚unpassende‘ Literatur auf dem Dachboden verborgen.